# Minh An (Quảng Nam)
Minh An is een phường van Hội An, naast Tam Kỳ de tweede stad van de provincie Quảng Nam.
Minh An ligt aan de oever van de Hội An.